# Тарногрод
Тарногрод (пољ. Tarnogród) град је у Пољској у Војводству лублинском. По подацима из 2012. године број становника у месту је био 3467.

## Становништво
| 2012. |
| ----- |
| 3.467 |